# Wachsenburggemeinde
La Wachsenburggemeinde (lett.: «comune della Wachsenburg») era un comune tedesco nel Land della Turingia.
Il comune, creato nel 1994 dalla fusione di 5 comuni, prendeva il nome dalla fortezza della Wachsenburg.
Il 31 dicembre 2012 la Wachsenburggemeinde fu fusa con il comune di Ichtershausen, formando il comune di Amt Wachsenburg.